# Regiunea Pwani
Pwani (cunoscută și sub denumirea de Coast) este o regiune a Tanzaniei a cărei capitală este Kibaha. Are o populație de 969.000 locuitori și o suprafață de 33.000 km2.

## Subdiviziuni
Această regiune este divizată în 5 districte:
- Bagamoyo
- Kibaha
- Kisarawe
- Rufiji
- Mkuranga
- Mafia